# Araneus anjonensis
Araneus anjonensis är en spindelart som beskrevs av Schenkel 1963. Araneus anjonensis ingår i släktet Araneus och familjen hjulspindlar. Inga underarter finns listade i Catalogue of Life.